# Kasteel Borrekens
Het Kasteel Borrekens, ook wel kasteel de Borrekens of kasteel van Vorselaar genoemd, is een waterkasteel in Vorselaar.
Het kasteel werd omstreeks 1270 gebouwd door de ridders van Rotselaar (Arnolf van Rotselaar of Gerard van Rotselaar). Het grondplan van deze uit Grimbergse steen opgetrokken middeleeuwse burcht werd doorheen de opeenvolgende bouwfases grotendeels bewaard.
In 1678 werd het kasteel heropgebouwd door pater Karel Eugeen d'Arenberg, wiens familie het in bezit had gekregen van het Huis Ligne (Jan van Ligne) via de familie van Bergen (Cornelis van Bergen), en omringd met stenen wallen. Het kasteel bestaat uit witte zandsteen, afkomstig uit Grimbergen.
Een derde en laatste verbouwingsfase (1850-1860 of volgens het kadaster 1862-1885) vond plaats onder Philippe van de Werve (de toenmalige burgemeester van Vorselaar), die het kasteel zijn huidige neogotische uiterlijk zou geven.
Het kasteel kwam in 1911 door zijn huwelijk met Marie-Eulalie van de Werve in handen van baron Edouard Adrien de Borrekens, van het geslacht De Borrekens. Deze liet een Franse tuin op het binnenhof aanleggen door John Juchem. De laatste bewoner van het kasteel werd baron Raymond de Borrekens, die in 1998 overleed. Het werd vervolgens in erfpacht genomen door een familievennootschap.